# EDFA

## EDFA
В оптичните комуникационни мрежи сигналите преминават през влакна на много дълги разстояния, без да се получи затихване. Когато е необходимо сигналът да премине няколкостотин километра, трябва да се осигури усилването на сигнала по време на предаването. EDFA (усилвател с влакна, легиран с ербий), комерсиализиран в началото на 90-те години на 20 век, се превръща в ключова технология за оптични комуникационни мрежи. То позволява на оптичните сигнали във влакното да бъдат усилени директно в системи с висока скорост на предаване над Терабити.

### Как се усилва сигнала?
Легираното влакно с ербий е сърцето на EDFA технологията. То се състои от конвенционални силициеви влакна, легирани с ербий. Когато ербият е осветен със светлинна енергия при подходяща дължина на вълната (980nm или 1480nm), то той е засегнат за дълго състояние през целия живот, след което се завръща до основното си състояние чрез излъчване на светлина в рамките на 1525 – 1565. Ако светлинната енергия вече съществува в рамките на 1525 – 2565, например сигналът преминава през EDFA, тогава това стимулира процеса на разпадане( т. нар. стимулирано излъчване), което води до допълнителна светлинна енергия. По този начин, ако дължината на вълната на помпата и дължината на вълната на сигнала се разпространяват едновременно чрез EDFA, преносът на енергия ще се случи благодарение на ербия от дължината на помпата към дължината на вълната на сигнала, което води до усилване на сигнала.

### Компоненти и роли в EDFA-дизайна
В най-простата си форма, EDF се състои от дължината на EDF (обикновено 10-30м), помпен лазер и компонент (често наричан WDM) за комбиниране на сигнала и дължината на вълната на помпата, така че те да могат да се разпространяват едновременно чрез EDF. EDFA може да бъде проектирана така, че енергията на помпата да се разпространява в същата посока като сигнала (изпомпване напред), посока, противоположна на сигнала (обратно изпомпване), или и двете посоки заедно. Енергията на помпата може да бъде 980nm, 1480nm или комбинация от двете. На практика най-често срещаната конфигурация на EDFA е за изпомпване напред, използваща 980nm енергия на помпата. Тази конфигурация прави най-ефективно, рентабилно, надеждно и ниска консумативно на енергия 980nm.
Сигналът влиза в усилвателя през входния мрежов порт и след това преминава през кран. След това сигналът преминава през изолатор, преди да се комбинира с енергията на помпата, излъчвана от помпения лазерен диод. Комбинираният сигнал и енергията на помпата се разпространяват по протежение на EDF, където се получава усилване на сигнала и след това усиленият сигнал излиза от EDF и преминава през втори изолатор.

### Режими на работа на EDFA
EDFA има два основни режима на работа:

#### AGC (автоматичен контрол на усилването):
С режим AGC усилването на усилвателя се поддържа постоянно. AGC е много по-често срещан и винаги се използва в многоканални WDM приложения.

#### APC (автоматичен контрол на мощността):
С режим APC изходната мощност на усилвателя се поддържа постоянна. APC режимът се използва в някои едноканални приложения.

## Въведение в използваните компоненти DWDM система
DWDM е иновация, която позволява няколко оптични носителя да са паралелно разположени във влакното. DWDM устройствата обединяват изходния сигнал на няколко оптични преносителя, за да се осъществи предаване само през едно влакно. От получаващия изходен сигнал друго DWDM устройство разделя обединените оптични сигнали и подава отделните сигнали до оптичен приемник. Само едно единствено оптично влакно се използва между двете DWDM устройства. Как DWDM системата работи и какви компоненти ни трябват?

### Използваните компоненти в DWDM система
Основно компонентите използвани в тази система включват оптични предаватели и приемници, DWDM мултиплексори/демулитиплексори, OADM (добавяне и премахване на сигнал), оптични усилватели и преобразуватели на вълната.

#### Оптични предаватели и приемници
Предаватели предоставят сигнала от източника на сигнала, който след това е мултиплексиран. Характеристиките на оптичните предаватели използвани в DWDM системи са от високо значение за конструкцията на системата. Голяма част от оптичните предаватели са използвани като светлинни източници. Трябва да бъдат много прецизни дължините на светлинните вълните и трябва да работят без да има изкривяване или смущения на сигнала. Няколкото самостоятелни лазера са най-често използвани да създадат самостоятелни канали на DWDM системата. Всеки един лазер работи на приблизително сходна дължина на вълната спрямо другите лазери.

##### DWDM мултиплексори/демулитиплексори
DWDM мултиплексорът комбинира множество дължини на вълните създадени от множество предаватели и работи на различни влакна. Изходния сигнал на мултиплексора е комбиниран сигнал. В края на сигнала демултиплексорът разделя всички индивидуални дължини на вълните от комбинирания сигнал на самостоятелни влакна. Индивидуалните влакна предават демултиплексираният сигнал към много оптични приемника. В най-общия случай мултиплексорните и демулитиплексорните компоненти се намират в едно ограждение. Оптичните мултиплексори и демултиплексори могат да бъдат пасивни. Съставляващият сигнал е мултиплексиран и демултиплексиран оптично, а не електрично, следователно няма нужда от допълнителен източник на енергия.

###### OADM (добавяне и премахване на сигнал)
OADM често е устройство, намиращо се в WDM системите за мултиплексиране и маршрутизиране на различни канали от влакна към или от едномодово влакно (SMF). Той е създаден за оптично добавяне/премахване на един или множество CWDM/DWDM канали в няколко влакна, осигурявайки силата за добавяне или изпускане на една дължина на вълната или няколко дължини на вълната от напълно мултиплексиран оптичен сигнал. Това позволява на междинни места между отдалечени сайтове да получат достъп до обикновения сегмент от влакна от точка до точка, който ги свързва. Дължините на вълните, които не са паднали, преминават през OADM и продължават към отдалеченото място. Допълнително избрани дължини на вълната могат да бъдат добавени или изпуснати от последователни OADM, ако е необходимо.

###### Оптични усилватели
Оптичните усилватели увеличават амплитудата или добавят усилване към оптичните сигнали, преминаващи по влакно, като директно стимулират фотоните на сигнала с допълнителна енергия. Те се намират във влакното. Оптичните усилватели усилват оптични сигнали в широк диапазон от дължини на вълните, което е много важно за приложението на DWDM система.

###### Преобразуватели на вълната
WDM транспондерите преобразуват оптични сигнали от една входяща дължина на вълната в друга изходяща дължина на вълната, подходяща за DWDM приложения. Транспондерите са оптично-електрическо-оптични (O-E-O) преобразуватели на дължина на вълната. Транспондерът изпълнява O-E-O операция за преобразуване на дължини на вълната на светлината. В рамките на DWDM системата транспондерът преобразува оптичния сигнал на клиента обратно в електрически сигнал (O-E) и след това изпълнява функции 2R (повторно усилване, преоформяне) или 3R (повторно усилване, преоформяне и повторно време).

## EDFA с променливо усилване – голям обхват на динамично усилване и по-добро представяне на фигурата на шума
За да поддържа различни дължини на обхват между оптичните усилватели в предавателната връзка, както и да усигури стареене на връзката, е желателно оптичният усилвател да поддържа колкото се може по голям диапазон на динамично усилване, тоест да позовли усилването да бъде динамично конфигурирано чрез широк диапазон. За еднокален оптичен усилвател, това може да бъде постигнато лесно и повечето едностъпални усилватели поддържат голям диапазон на динамично усилване. Про WDM многокналните усилватели ситуацията е много по-сложна поради това че при тях трябва да се поддържа равно усилване за всичките стойности на усилването.
По този начин повечето WDM усилватели от нисък клас са проектирани като усилватели, те осигуряват равно усилване само за дадена предварително проектирана стойност на усилването. За да подържат различни стойности на усилване, системните дизайнери трябва да използват числа на фиксирани усилватели на усилване с различни предварително проктирани стойности на усилване или места VOA преди да оправят усилвателите на усилване. Предишното решение изисква различни номера на части за различните усилватели и така се усложняват оперативните проблеми като контрол на инвентара и предпазителя, докато последното решение води до голямо влошаване на OSNR и следователно не е подходящо за връзки по дълги от 200 – 300 км. Тези недостатъци могат да бъдат преодолени с EDFA с променливо усилване.
EDFA с променливо усилване е типично направен за да има равно усилване в горната част на необходимия диапазон на усилване използвайки подходящ филтър за равно усилване(GFF), докато VOA се използва да отслабва всичките канали равномерно в ред така че да достигне диапазона на стойностите на усилване. Ако VOA е разположен във входа на EDFA, тогава ще настъпи голямо влошаване на шумовата фигура(NF). От друга страна, ако VOA e разположен в изхода на EDFA тогава високата мощност на помпата ще бъде нужна, така по този начин ще се увеличи цената на EDFA усилвателя. Затова е необходимо да разположим VOA между два подетапи на усилване.
Двете степени на усилватели типично се изпомпват от една помпа където мощността на помпата е разделена на етапи и контролната верига контролира усилването на целия EDFA усилвател (подетапа и voa).
Чрез внимателно проектиране на влакното с ербий(EDF) дължината и определената мощност на помпата за всеки един подетап, е възможно да се достигне много добра NF производителност в диапазон от стойности на усилване, само с умерено увеличение на общата мощност на помпата в сравнение с равномерното усилване на EDFA.

## Изберете идеалните оптични усилватели по свойствата им
Когато купуваме оптичен усилвател, какво трябва да вземем предвид освен цената? Разбира се, това е качеството. Но как можем да определим дали качеството е добро или не? След това се стига до характеристиките. В зависимост от свойствата на оптичните усилватели трябва да се разгледат основно три аспекта.

### Усилване, входна мощност и изходна мощност
Най-основното свойство на оптичния усилвател е работното му усилване, което представлява количеството, с което се усилва входният оптичен сигнал. Обикновено коефициентът на усилване се измерва в dB и е в диапазона от 10 до 30 dB. Коефициент на усилване от 10 dB означава, че входният оптичен сигнал се усилва 10 пъти, а коефициент на усилване от 30 dB означава, че входният оптичен сигнал се усилва 1000 пъти.
Някои усилватели са проектирани да работят с едно предварително зададено усилване, докато други могат да поддържат набор от стойности на работното усилване, което позволява на усилвателя да работи с различни приложения и функции. Освен с коефициента на усилване, един усилвател се характеризира и с обхвата на поддържаните входни и изходни оптични мощности. По-специално, ключова спецификация на усилвателя е максималната изходна мощност, която може да бъде поддържана, наричана още „наситена изходна мощност“. Този параметър често е от решаващо значение за определяне на цената на усилвателите.
Най-общо казано, оптичните усилватели могат да бъдат класифицирани като едноканални или многоканални (WDM). Както подсказва името им, едноканалните усилватели са проектирани да усилват само един оптичен канал, който може да бъде разположен навсякъде в рамките на определена лента, например С-лента (1528 – 1564 nm). Едноканалните усилватели, например EDFA (Erbium Doped Fiber Amplifier), обикновено могат да работят в широк диапазон от работни усилвания и изискват относително ниски нива на изходна мощност.
За разлика от тях WDM усилвателят е проектиран да работи, когато към усилвателя се подават произволен брой канали (в рамките на определена лента). Важно свойство на WDM усилвателите е равномерността на усилването, която представлява промяната на усилването за различните канали. Ако коефициентът на усилване не е плосък, различните WDM канали ще имат различен коефициент на усилване, който може да се натрупва по веригата от усилватели, което води до голямо несъответствие между каналите в края на връзката.
За да поддържат плосък коефициент на усилване, повечето WDM усилватели от нисък клас поддържат само един работен коефициент на усилване или сравнително тесен диапазон на усилване. WDM усилвателите, осигуряващи едновременно равномерен коефициент на усилване и голям работен диапазон на усилване, изискват по-сложен дизайн. В допълнение към равномерността на усилването, от WDM усилвателите се изисква да осигуряват голям динамичен диапазон на входната мощност, за да поддържат различни входни условия, при които може да има произволен брой канали от 1 до 80. Освен това, за да поддържат максимален брой канали, WDM усилвателите изискват сравнително висока наситена изходна мощност, обикновено в диапазона 17 – 23 dBm.

#### Шум
Всички усилватели, включително оптичните, внасят шум по време на процеса на усилване, така че изходният сигнал винаги е по-шумен от входния. Шумовите характеристики на оптичния усилвател се характеризират с неговата шумова характеристика (NF), която се определя като съотношението между Signal-to-Noise Ratio (SNR) на изхода на усилвателя и идеалното SNR на входа. Тъй като съществува връзка едно към едно между коефициента на полезно действие на усилвателя и производителността на оптичната връзка, от съществено значение е коефициентът на полезно действие да бъде възможно най-нисък. NF зависи от технологията, използвана за усилвателя, както и от коефициента на усилване, като усилвателят с по-голям коефициент на усилване обикновено има по-малък NF.

##### Динамични свойства
Друго важно свойство на оптичните усилватели е тяхната реакция на динамични промени във входната мощност. В идеалния случай коефициентът на усилване на един усилвател не трябва да се променя при промяна на входната мощност, но това не е възможно, когато усилвателят работи при максимална изходна мощност или близо до нея. В този случай е важно усилвателят да реагира достатъчно бавно, така че усилването му да се определя само от средната входна мощност и да не се влияе от бързи промени (например поради модулация на данните).
Усилвателите, които реагират твърде бързо, могат да бъдат шумни и да не се справят добре с множество канали. Това е така, защото когато има няколко канала, усилването на един канал може да се промени в зависимост от това дали другите канали имат 0 или 1 – ефект, известен като кръстосана модулация на усилването. Дори ако има един канал с висока мощност, който е близо до насищане, може да възникне изкривяване, тъй като 0-ите ще имат различно усилване от 1-ите.
От друга страна, дори ако усилвателят има бавна реакция, той трябва да може да се справя и с внезапни дългосрочни промени в средната входна мощност. Такива внезапни промени могат да възникнат например поради добавяне/отпадане на канал (особено в динамично реконфигурируеми мрежи) или превключване на защита и възстановяване. В такива случаи усилвателят може да изпитва големи временни колебания на усилването (известни като „преходни процеси“), които трябва да бъдат максимално потиснати от механизма за управление на усилвателя. При липса на подходящо потискане на преходните процеси преходните процеси на усилване могат да се натрупват по веригата от усилватели, което води до големи скокове на мощността и/или на SNR в приемника.
В обобщение, идеалният оптичен усилвател трябва да поддържа многоканална работа във възможно най-широк диапазон на дължината на вълната, да осигурява равномерен коефициент на усилване в голям динамичен диапазон, да има висока наситена изходна мощност, нисък шум и ефективно потискане на преходните процеси. Тези свойства трябва да бъдат постигнати при запазване на ниска консумация на енергия, малък размер и ниска цена. За щастие, технологията EDFA е напреднала до степен, в която много от тези функции могат да бъдат осигурени едновременно. Вече знаете, че идеалният оптичен усилвател е усилвателят EDFA.